# Filmografia Zwariowanych melodii (od 1979)
| Nr    | Tytuł oryginalny                                 | Tytuł polski                  | Seria           | Reżyser                                             | Postacie                                                                                 | Data premiery (USA) | Data premiery (Polska)                       | Uwagi | Dostępność VHS i DVD |
| ----- | ------------------------------------------------ | ----------------------------- | --------------- | --------------------------------------------------- | ---------------------------------------------------------------------------------------- | ------------------- | -------------------------------------------- | --- | --- |
| 1003. | Bugs Bunny's Christmas Carol                     | Opowieść wigilijna Bugsa      | Merrie Melodies | Friz Freleng                                        | Bugs, Elmer, Kurak, Pepé, Świnka Petunia, Porky, Sam, Sylwester, Tweety                  | 27 listopada 1979   | 1995 (Canal+)                                | Wycięty z odcinka telewizyjnego Królik Bugs: Zakręcona opowieść wigilijna. Taki sam tytuł posiada stara polska wersja dubbingowa.                                            | |
| 1004. | Freeze Frame                                     |                               | Merrie Melodies | Chuck Jones                                         | Wiluś E. i Struś Pędziwiatr                                                              | 27 listopada 1979   | 24 grudnia 1996 (Canal+)                     | Wycięty z odcinka telewizyjnego Królik Bugs: Zakręcona opowieść wigilijna | |
| 1005. | The Fright Before Christmas                      | Diabełek na gwiazdkę          | Merrie Melodies | Friz Freleng                                        | Bugs, Taz                                                                                | 27 listopada 1979   | 24 grudnia 1996 (Canal+), styczeń 1997 (VHS) | Wycięty z odcinka telewizyjnego Królik Bugs: Zakręcona opowieść wigilijna | Gwiazdy Space Jam: Diabeł Tasmański, Taz w dżungli                                                                                    |
| 1006. | The Chocolate Chase                              |                               | Looney Tunes    | Friz Freleng                                        | Daffy, Speedy Gonzales                                                                   | 1 kwietnia 1980     | 5 kwietnia 1996 (Canal+)                     | Wycięty z odcinka telewizyjnego Wielkanocny show Kaczora Daffy'ego | |
| 1007. | Daffy Flies North                                |                               | Merrie Melodies | Tony Benedict Gerry Chiniquy Art Davis Dave Detiege | Daffy                                                                                    | 1 kwietnia 1980     | 5 kwietnia 1996 (Canal+)                     | Wycięty z odcinka telewizyjnego Wielkanocny show Kaczora Daffy'ego | |
| 1008. | The Yolk's on You                                |                               | Merrie Melodies | Tony Benedict Gerry Chiniquy Art Davis Dave Detiege | Daffy, Kurak, Prissy, Sylwester                                                          | 1 kwietnia 1980     | 5 kwietnia 1996 (Canal+)                     | Wycięty z odcinka telewizyjnego Wielkanocny show Kaczora Daffy'ego | |
| 1009. | Portrait of the Artist as a Young Bunny          |                               | Merrie Melodies | Chuck Jones                                         | Bugs, Elmer                                                                              | 21 maja 1980        | 1995 (Canal+)                                | Wycięty z odcinka telewizyjnego Zwariowane sprzeczki Królika Bugsa | |
| 1010. | Spaced-Out-Bunny                                 | Kosmiczna historia            | Merrie Melodies | Chuck Jones                                         | Bugs, Marvin                                                                             | 21 maja 1980        | 1995 (Canal+)                                | Wycięty z odcinka telewizyjnego Zwariowane sprzeczki Królika Bugsa | |
| 1011. | Soup or Sonic                                    |                               | Merrie Melodies | Chuck Jones                                         | Wiluś E. i Struś Pędziwiatr                                                              | 21 maja 1980        | 1995 (Canal+)                                | Wycięty z odcinka telewizyjnego Zwariowane sprzeczki Królika Bugsa | |
| 1012. | Duck Dodgers and the Return of the 24½th Century | Kaczki Spryciarze z 24½ wieku | Merrie Melodies | Chuck Jones                                         | Daffy, Gossamer, Marvin, Porky                                                           | 20 listopada 1980   | 1995 (Canal+), sierpień 1997 (VHS)           | Planowany do kin, potem zmieniono na format telewizyjnej kreskówki, wycięty z odcinka telewizyjnego Daffy Duck's Thanks-for-Giving                                           | Bugs i Marvin: Kosmiczny królik |
| 1013. | The Duxorcist                                    |                               | Looney Tunes    | Greg Ford, Terry Lennon                             | Daffy                                                                                    | 20 listopada 1987   | 1995 (Canal+)                                | Pokazywany w kinach w Los Angeles i Nowym Jorku Pokazany jako scena w filmie Kaczor Daffy: Pogromcy strachów                                                                 | |
| 1014. | The Night of the Living Duck                     | Noc żywej kaczki              | Merrie Melodies | Greg Ford, Terry Lennon                             | Daffy                                                                                    | 23 września 1988    | 1989/1990 (VHS), 1995 (Canal+)               | Pokazywany w kinach w Los Angeles i Nowym Jorku Pokazany na początku filmu Kaczor Daffy: Pogromcy strachów Ostatnia kreskówka Looney Tunes, w której Mel Blanc użyczał głosu | Kaczor Daffy i upiory (lektor) |
| 1015. | Box Office Bunny                                 | Królik bileter                | Looney Tunes    | Darrell Van Citters                                 | Bugs, Daffy, Elmer Fudd                                                                  | 11 lutego 1991      | 1995 (Canal+), maj 1997 (VHS)                | Pokazywany w kinach w USA, Kanadzie i Meksyku przed filmem Niekończąca się opowieść 2: Następny rozdział                                                                     | Carrotblanca, Królik Bugs: Rycerski rycerz Bugs (materiał dodatkowy, napisy, Filmowy królik/Królik w kinie)                           |
| 1016. | (Blooper) Bunny                                  | Królicze gagi                 | Merrie Melodies | Greg Ford, Terry Lennon                             | Bugs, Daffy, Elmer, Sam                                                                  | 1 lutego 1992       | 6 lutego 2004 (DVD)                          | Planowany do kin (planowana data po lewej), premiera odbyła się w telewizji na amerykańskim kanale Cartoon Network 13 czerwca 1997 r.                                        | Królik Bugs: Najlepsze z najlepszych, część 1 (materiał dodatkowy, napisy)                                                            |
| 1017. | Invasion of the Bunny Snatchers                  | Inwazja złodziei królików     | Looney Tunes    | Greg Ford, Terry Lennon                             | Bugs, Daffy, Elmer, Sam, Porky                                                           | 31 grudnia 1992     | 22 października 2010 (DVD)                   | Planowany do kin (planowana data po lewej), premiera odbyła się w telewizji na amerykańskim kanale Nickelodeon                                                               | Kolekcja Królik Bugs (materiał dodatkowy, napisy)                                                                                     |
| 1018. | Chariots of Fur                                  | Rydwany ogonów                | Looney Tunes    | Chuck Jones                                         | Wiluś E. i Struś Pędziwiatr                                                              | 21 grudnia 1994     | czerwiec 1997 (VHS)                          | Pokazywany w kinach w USA, Kanadzie i Meksyku przed filmem Richie Rich | Struś Pędziwiatr i Wiluś E. Kojot: Rydwany ogonów                                                                                     |
| 1019. | Carrotblanca                                     | Karotkablanca                 | Looney Tunes    | Douglas McCarthy                                    | Bugs, Daffy, Kotka Penelopa, Sylwester, Tweety, Yosemite Sam, Pepé Le Swąd, Kurak i inni | 25 sierpnia 1995    | maj 1997 (VHS)                               | Pokazywany w kinach w USA, Kanadzie i Meksyku przed filmem The Amazing Panda Adventure                                                                                       | Carrotblanca, Casablanca (wydanie 2-płytowe, materiał dodatkowy, napisy, Marchewblanca), Kolekcja Królik Bugs (lektor, Marchewblanca) |
| 1020. | Another Froggy Evening                           |                               | Looney Tunes    | Chuck Jones                                         | Żaba Michigan, Marvin                                                                    | 6 października 1995 |                                              | Pokazywany w kinach w Los Angeles | |
| 1021. | From Hare to Eternity                            | Skarb                         | Looney Tunes    | Chuck Jones                                         | Bugs, Yosemite Sam                                                                       | marzec 1996         | maj 1998 (VHS)                               | Pokazywany w kinach w Los Angeles | Królik i skarb korsarzy, Królik Bugs: Rycerski rycerz Bugs (materiał dodatkowy, napisy, Przyskrzynić go!/Stąd do zajęcości)           |
| 1022. | Marvin the Martian in the Third Dimension        |                               | Looney Tunes    | Douglas McCarthy                                    | Daffy, Marvin                                                                            | 29 czerwca 1996     |                                              | Atrakcja w parku rozrywki Warner Bros. Movie World | |
| 1023. | Superior Duck                                    | Super kaczor                  | Looney Tunes    | Chuck Jones                                         | Daffy, Kurak, Tweety, Struś Pędziwiatr, Wiluś E., Marvin, Porky, Diabeł Tasmański        | 23 sierpnia 1996    | maj 1998 (VHS)                               | Pokazywany w kinach w USA przed filmem Carpool | Super kaczor |
| 1024. | Pullet Surprise                                  | Kurza niespodzianka           | Looney Tunes    | Darrell Van Citters                                 | Kurak, Pete Puma                                                                         | 26 marca 1997       | 28 sierpnia 2009 (DVD)                       | Pokazywany w kinach w USA przed filmem Koty nie tańczą | Królik Bugs: Rycerski rycerz Bugs (materiał dodatkowy, napisy, Niespodzianka, kurczę!)                                                |
| 1025. | Father of the Bird                               |                               | Looney Tunes    | Stephen Fossatti                                    | Sylwester                                                                                | 14 listopada 1997   |                                              | Pokazywany w kinach w Los Angeles | |
| 1026. | Little Go Beep                                   |                               | Looney Tunes    | Spike Brandt                                        | Wiluś E. i Struś Pędziwiatr                                                              | 30 grudnia 2000     |                                              | Pokazywany w kinach w Los Angeles | |
| 1027. | The Whizzard of Ow                               | Czarnoksiężnik z Auć!         | Looney Tunes    | Bret Haaland                                        | Wiluś E. i Struś Pędziwiatr                                                              | 1 listopada 2003    | 27 sierpnia 2004 (DVD)                       | Planowany do kin, premiera w sklepach Wal-Mart (data po lewej) | Looney Tunes znowu w akcji (materiał dodatkowy, napisy)                                                                               |
| 1028. | Hare and Loathing in Las Vegas                   | Bugs w Las Vegas              | Looney Tunes    | Bill Kopp, Peter Shin                               | Bugs, Sam                                                                                | 31 marca 2004       | 22 października 2010 (DVD)                   | Planowany do kin, premiera na australijskim wydaniu DVD Looney Tunes znowu w akcji (data po lewej)                                                                           | Kolekcja Królik Bugs (lektor) |
| 1029. | Attack of the Drones                             |                               | Looney Tunes    | Rich Moore                                          | Daffy (jako Kaczor Dodgers)                                                              | 31 marca 2004       |                                              | Planowany do kin, premiera na australijskim wydaniu DVD Looney Tunes znowu w akcji (data po lewej)                                                                           | |
| 1030. | Museum Scream                                    |                               | Looney Tunes    | Dan Povenmire                                       | Sylwester, Tweety                                                                        | 31 marca 2004       |                                              | Planowany do kin, premiera na australijskim wydaniu DVD Looney Tunes znowu w akcji (data po lewej)                                                                           | |
| 1031. | My Generation G-G-Gap                            |                               | Looney Tunes    | Dan Povenmire                                       | Porky                                                                                    | 31 marca 2004       |                                              | Planowany do kin, premiera na australijskim wydaniu DVD Looney Tunes znowu w akcji (data po lewej)                                                                           | |
| 1032. | Cock-A-Doodle Duel                               |                               | Looney Tunes    | Peter Shin                                          | Kurak                                                                                    | 31 marca 2004       |                                              | Planowany do kin, premiera na australijskim wydaniu DVD Looney Tunes znowu w akcji (data po lewej)                                                                           | |
| 1033. | Daffy Duck for President                         | Kaczor Daffy na prezydenta    | Looney Tunes    | Spike Brandt, Tony Cervone                          | Bugs, Daffy                                                                              | 2 listopada 2004    | 2004/2005 (DVD)                              | Planowany do kin, premiera na DVD (data po lewej) | Tweety i Sylwester: Najlepsze z najlepszych, część 1 (materiał dodatkowy, napisy)                                                     |
| 1034. | Daffy & Porky in the William Tell Overture       |                               | Merrie Melodies | Dan Haskett                                         | Daffy, Porky                                                                             | 14 listopada 2006   |                                              | Wydany na DVD, wycięty z odcinka telewizyjnego z 1991 r. pt. Bugs Bunny's Overtures to Disaster                                                                              | |
| 1035. | Coyote Falls                                     | Upadek kojota                 | Looney Tunes    | Matthew O'Callaghan                                 | Wiluś E. i Struś Pędziwiatr                                                              | 30 lipca 2010       | 13 sierpnia 2010                             | Pokazywany w kinach na całym świecie przed filmem Psy i koty: Odwet Kitty | Psy i koty: Odwet Kitty (materiał dodatkowy, napisy)                                                                                  |
| 1036. | Fur of Flying                                    |                               | Looney Tunes    | Matthew O'Callaghan                                 | Wiluś E. i Struś Pędziwiatr                                                              | 24 września 2010    | 15 października 2010                         | Pokazywany w kinach na całym świecie przed filmem Legendy sowiego królestwa: Strażnicy Ga’Hoole                                                                              | Legendy sowiego królestwa: Strażnicy Ga'Hoole (materiał dodatkowy, napisy)                                                            |
| 1037. | Rabid Rider                                      | Rozwścieczony jeździec        | Looney Tunes    | Matthew O'Callaghan                                 | Wiluś E. i Struś Pędziwiatr                                                              | 17 grudnia 2010     | 18 lutego 2011                               | Pokazywany w kinach na całym świecie przed filmem Miś Yogi | Miś Yogi (materiał dodatkowy, napisy)                                                                                                 |
| 1038. | I Tawt I Taw a Putty Tat                         | Chyba widziałem kotecka       | Looney Tunes    | Matthew O'Callaghan                                 | Sylwester i Tweety, Babcia                                                               | 18 listopada 2011   | 23 marca 2012 (DVD i Blu-Ray)                | Pokazywany w kinach w USA przed filmem Happy Feet: Tupot małych stóp 2 | Happy Feet: Tupot małych stóp 2 (materiał dodatkowy)                                                                                  |
| 1039. | Daffy's Rhapsody                                 |                               | Looney Tunes    | Matthew O'Callaghan                                 | Kaczor Daffy i Elmer Fudd                                                                | 10 lutego 2012      | 17 lutego 2012                               | Pokazywany w kinach na całym świecie przed filmem Podróż na Tajemniczą Wyspę                                                                                                 | |

Na ten rok Warner Bros. zapowiedziało jeszcze jedną kreskówkę Looney Tunes w 3D ze Strusiem Pędziwiatrem i Kojotem.Ma on nosic tytuł Flash In The Pain.

## Odrzucone kreskówki
Wiele kreskówek zostało zaplanowanych z przygotowywanymi scenopisami w 2004 r., lecz wiele z nich zostało odrzuconych z powodu porażki filmu Looney Tunes znowu w akcji.
| Nr  | Tytuł                                  | Seria           | Postacie                                          | Uwagi                                                                 |
| --- | -------------------------------------- | --------------- | ------------------------------------------------- | --------------------------------------------------------------------- |
| 1.  | Executive Tweet                        | Looney Tunes    | Sylwester, Tweety, Duchy                          | Odwołana w 2004 r.                                                    |
| 2.  | The Pig Stays in the Picture           | Looney Tunes    | Porky, Rodzina Porky'ego                          | Odwołana w 2004 r.                                                    |
| 3.  | A Very Daffy Christmas                 | Looney Tunes    | Daffy, Elfy                                       | Odwołana w 2004 r.                                                    |
| 4.  | What's Hip, Doc?                       | Looney Tunes    | Bugs, Elmer, Supermodelka                         | Odwołana w 2004 r. Jenna Elfman podkładała głos supermodelce          |
| 5.  | Full Metal Jackass                     | Looney Tunes    | Wiluś E. Kojot, Struś Pędziwiatr                  | Odwołana w 2004 r.                                                    |
| 6.  | Bada Bugs                              | Looney Tunes    | Bugs, Daffy, Dwa Zbiry                            | Odwołana w 2004 r. Podejrzewa się, że zbirami mieli być Rocky i Mugsy |
| 7.  | Slacker Quacker                        | Looney Tunes    | Porky, Daffy                                      | Odwołana w 2004 r.                                                    |
| 8.  | Scheme Park                            | Looney Tunes    | Porky, Rodzina Porky'ego                          | Odwołana w 2004 r.                                                    |
| 9.  | Beach Bunny                            | Looney Tunes    | Bugs, Plażowy Osiłek                              | Odwołana w 2004 r. Brendan Fraser podkładał głos Plażowego Osiłka     |
| 10. | Meat Me in Chicago                     | Merrie Melodies | Krowa                                             | Odwołana w 2004 r.                                                    |
| 11. | Deep Sea Bugs                          | Looney Tunes    | Bugs, Sam                                         | Odwołana w 2004 r.                                                    |
| 12. | Baseball Taz                           | Looney Tunes    | Taz, Drużyna Małej Ligi, Małpa przeciwnej drużyny | Odwołana w 2004 r.                                                    |
| 13. | Dancing Pepe                           | Looney Tunes    | Pepe, Wiewiórka, Przyjaciółka Wiewiórki           | Odwołana w 2004 r.                                                    |
| 14. | Daffy Contractor                       | Looney Tunes    | Daffy, Porky                                      | Odwołana w 2004 r.                                                    |
| 15. | Reaper Madness                         | Looney Tunes    | Babcia, Ponury Żniwiarz                           | Odwołana w 2004 r.                                                    |
| 16. | Duck Suped                             | Looney Tunes    | Daffy                                             | Odwołana w 2004 r.                                                    |
| 17. | Guess Who's Coming to Meet the Parents | Looney Tunes    | Bugs, Wiewiórka, Rodzice Bugsa                    | Odwołana w 2004 r.                                                    |